# Jäger-Regiment zu Pferde Nr. 3

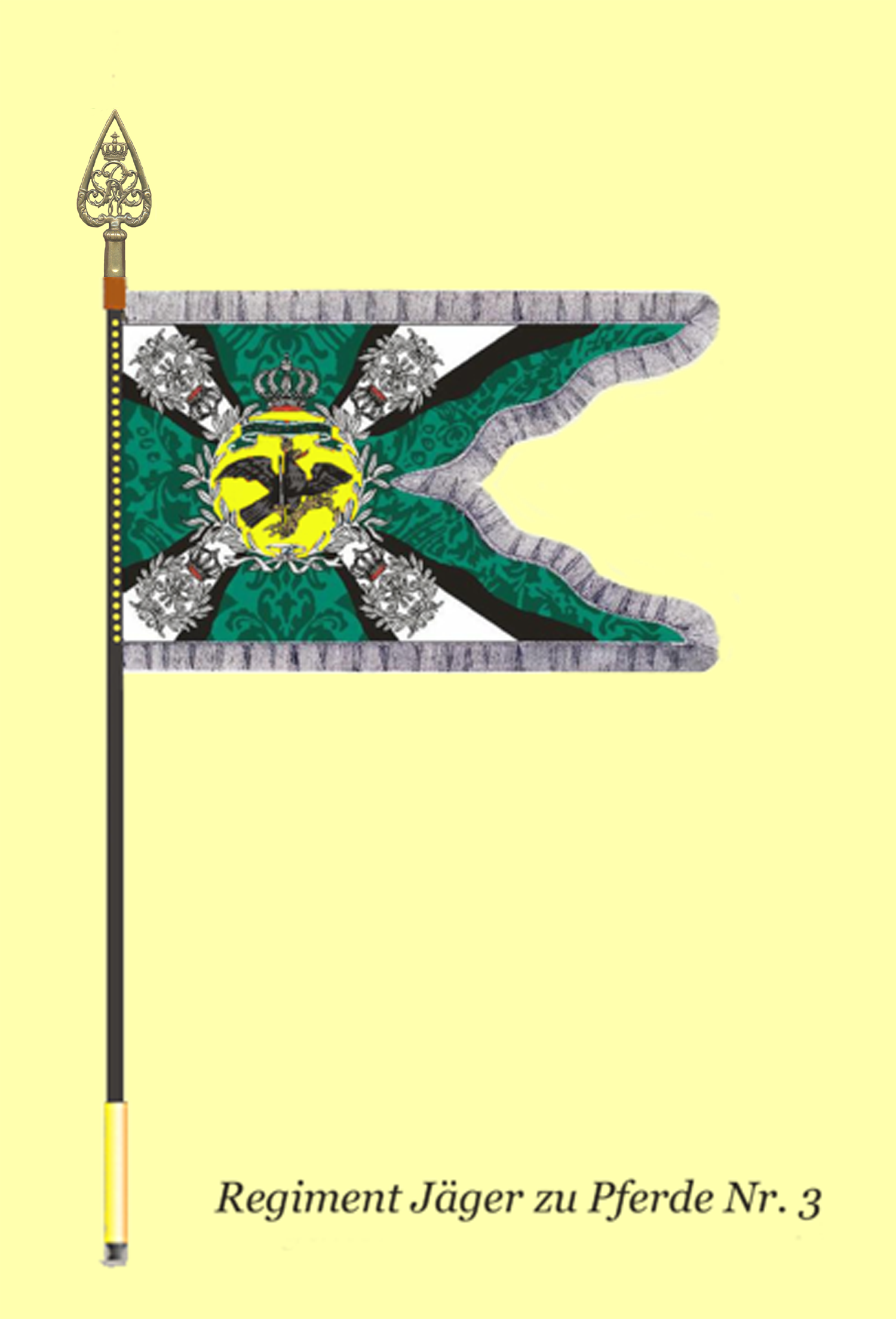
Standarte des Regiments

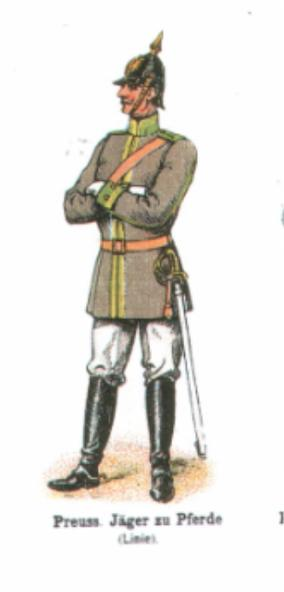
Jäger zu Pferde Nr. 3, in gelb-bortiertem Koller

Das Jäger-Regiment zu Pferde Nr. 3 war eine Kavallerieeinheit der Preußischen Armee.

## Organisation und Verbandszugehörigkeit 1914
- XV. Armee-Korps in Straßburg

Kommandierender General: Generalleutnant von Deimling
- 39. Infanterie-Division in Colmar

Kommandeur: Generalleutnant Freiherr von Watter
- 39. Kavallerie-Brigade in Colmar

Kommandeur: Generalmajor Freiherr von Crane
- Regimentskommandeur: Oberstleutnant Koch

- Stiftungstag: 1. Oktober 1905

- Garnison: Colmar

## Aufstellung

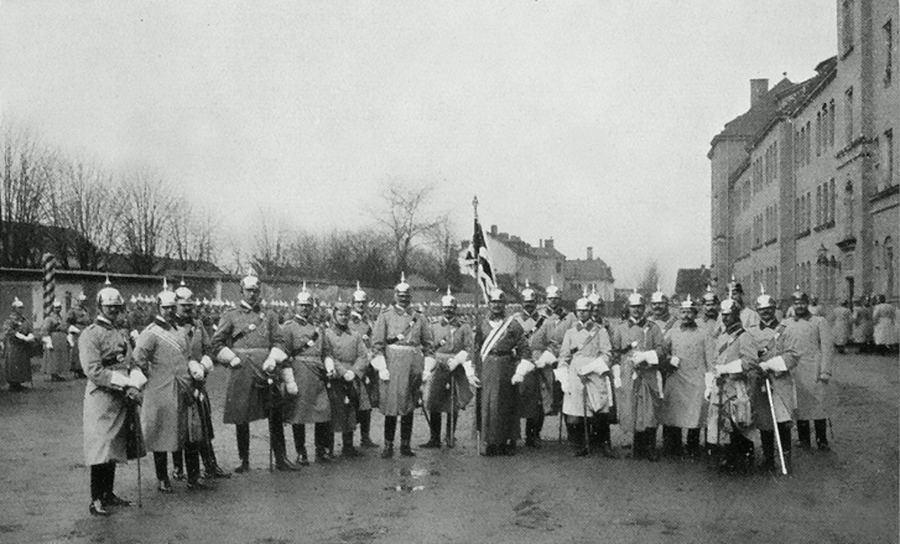
Übergabe der Standarte an das Regiment, am 7. Januar 1916 im Kasernement Colmar.

Durch Verfügung des Preußischen Kriegsministeriums vom 4. April 1905 wurde zum 1. Oktober des Jahres die Aufstellung eines weiteren Regiments Jäger zu Pferde zu je fünf Eskadrons befohlen.
Zu dieser Aufstellung wurden die bisherigen selbstständigen Eskadrons Jäger zu Pferde VII, XIV und XV zusammengefasst.
Zusätzlich mussten:
- das Dragoner-Regiment Nr. 14 die 5. Eskadron
- das Ulanen-Regiment Nr. 15 die 1. Eskadron

zur Vervollständigung an das neue Regiment abgeben.
Als Garnison wurde die Stadt Colmar zugewiesen.

## Erster Weltkrieg
Nach der Mobilmachung im Juli 1914 wurde das Regiment zunächst von der 39. zur 30. Infanteriedivision überstellt und versah bis Ende September Patrouillen-, Sicherungs- und Aufklärungsdienst bei Mülhausen im Elsass und in der Gegend von Saint-Quentin in Nordfrankreich. Bis Ende November 1914 blieb das Regiment noch in der Gegend von Arras und Ypern, bevor es in den Osten verlegt wurde. Bis Herbst 1916 kämpften die Jäger sowohl als Kavallerie als auch infanteristisch an der Weichsel, der Rawka, Bzura und der Düna. Zwischenzeitlich war das Regiment an Vorstößen in Richtung Kowno und Wilna beteiligt. Danach überstellte man die Einheit der Etappen-Inspektion 12 in Russisch-Polen, wo es bis in den Februar 1919 Polizei- und Sicherungsaufgaben übernahm. Die Einheit behielt bis Kriegsende den Kavalleriestatus.
Da die Heimatgarnison nicht mehr erreichbar war, wurde das Regiment ab dem 22. Februar 1919 in Spangenberg aufgelöst.
Vor dem Rückmarsch war in Grodno noch eine Freiwilligen-Eskadron für Grenzschutzaufgaben zusammengestellt worden.
Die Tradition übernahm in der Reichswehr die Ausbildungs-Eskadron des 11. (Preußisches) Reiter-Regiments in Ohlau.

## Uniform
Muster wie Kürassiere, jedoch mit folgenden Änderungen:
- Graugrüner Koller (ab 1910) Waffenrock mit schwedischen Aufschlägen, Aufschläge und alle Vorstöße hellgrün, Schulterklappen jedoch mit zitronengelben Vorstöße als Abzeichenfarbe. Um Kragen und Aufschläge verliefen hellgrüne Borten, die einen breiten Mittelstreifen und schmale Randstreifen in der Abzeichenfarbe hatten. Für Offiziere bestand der Besatz in goldener oder silberner Tresse mit schmalen Randstreifen in Abzeichenfarbe.

Feldmütze: Von graugrüner Farbe mit hellgrünen Besatzstreifen und zitronengelben Vorstößen
- Helm: Ähnlich wie Kürassierhelm, aus geschwärztem Stahlblech mit Dragoneradler. Ränder mit neusilbernen Einfassungsschienen. Spitze wie Dragonerhelm mit kleeblattförmigem Aufsatz. (Offiziere mit gekehlter Spitze wie Kürassier-Offiziere und versilberten Beschlägen.) Gewölbte Schuppenkette aus Tombak.
- Kürassier Stiefel aus naturbraunem Leder
- Lanzenflagge: Weiß-Schwarz

## Kommandeure
| Dienstgrad           | Name                              | Berufung           | Abberufung         |
| -------------------- | --------------------------------- | ------------------ | ------------------ |
| Major/Oberstleutnant | Eduard Lübbert                    | 1. Oktober 1905    | 30. September 1908 |
| Major                | Wilhelm von Heyden                | 1. Oktober 1908    | 18. August 1909    |
| Oberstleutnant       | Karl von Langermann und Erlenkamp | 19. August 1909    | 31. März 1912      |
| Major/Oberstleutnant | Johannes Koch                     | 1. April 1912      | 24. September 1916 |
| Major                | Adolf von Xylander                | 25. September 1916 | Februar 1919       |

## Bekannte Regimentsangehörige
- Generalleutnant Josef Brauner von Haydringen (1886–1954): von April 1916 bis Januar 1918 als Führer des I. Bataillons